# Pterodroma hypoleuca
Il petrello delle Isole Bonin (Pterodroma hypoleuca Salvin, 1888) è un uccello della famiglia Procellariidae, che vive nelle acque del nord ovest del Pacifico; nidifica in Giappone e nelle Hawaii nordoccidentali.